# Брустуры (Закарпатская область)
Брустуры (укр. Брустури, до 2023 г. — Лопухов) — село в Усть-Чорнянской поселковой общине Тячевского района Закарпатской области Украины. Находится в Украинских Карпатах.
Почтовый индекс — 90522. Телефонный код — 03134. Занимает площадь 25 км². Код КОАТУУ — 2124484401.

## Население
Население по переписи 2001 года составляло 3317 человек.

### Языковой состав
Родной язык населения по данным переписи 2001 года:
| Язык       | Численность, чел. | Доля     |
| ---------- | ----------------- | -------- |
| Украинский | 3 305             | 99,64 %  |
| Другое     | 12                | 0,36 %   |
| Итого      | 3 317             | 100,00 % |

Украинский язык является официальным и основным языком села.

## История
В 1946 году указом ПВС УССР село Брустуры переименовано в Лопухов.

## Местоположение
Лопухов соединяется грунтовой автодорогой через перевал Околе с селом Чёрная Тиса.